# Iglesia Evangélica Luterana de la Trinidad (Hannover)

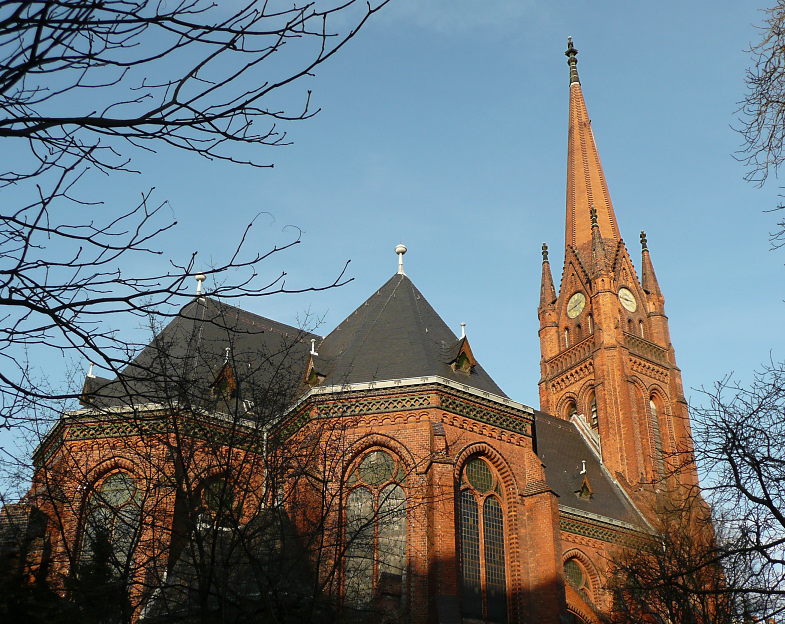
Iglesia Evangélica Luterana de la Trinidad

 La Iglesia Evangélica Luterana de la Trinidad en Hannover se encuentra en el distrito de Oststadt, directamente en Bödekerstrasse, entre la confluencia de Friesenstrasse y Holscherstrasse.

## Comienzos
En 1859 se incorporaron las ciudades de Bütersworth y Ostwende, cerca de Hannover, y la ev.-luth. Jardín comunitario conectado. Por lo tanto, los residentes de estas partes de la ciudad enfrentaron una caminata más larga a la iglesia. En 1868, el consejo de la iglesia decidió fundar una parroquia independiente para Bütersworth y Ostwende. En 1876, el Real Consistorio creó el certificado de erección. En su primera reunión el 15 de junio de 1876, el nuevo concilio de la iglesia decidió darle a la nueva parroquia el nombre de "Iglesia de la Trinidad", luego de una solicitud del último rey exiliado de Hannover, George V.
En los años 1880 a 1883, un representante de la escuela de construcción de Hanóver del siglo XIX, el alumno conejo Christoph Hehl, construyó un edificio de la iglesia en el estilo neogótico. Debido a la ubicación especial de la iglesia en el lado oeste de Bödekerstrasse, la torre con la entrada principal obtuvo su lugar en el este y el presbiterio obtuvo su lugar en el oeste de la iglesia. Sobre la entrada principal hay una representación tallada en piedra arenisca por Carl Dopmeyer. El retablo de la iglesia y el capitán Julius von Alten donaron el retablo romántico "Cristo en el mar" de Bernhard Plockhorst.

## Tiempo de guerra
En junio de 1917, tres de las cuatro campanas de bronce de la iglesia, así como los tubos de órgano de estaño, tuvieron que ser entregados con fines de guerra. Después del último sonido, se podía escuchar: "No puede terminar bien si las iglesias son despojadas de sus campanas". En 1922, la placa conmemorativa con los nombres de los feligreses que habían muerto en la Primera Guerra Mundial se inauguró en la pared de entrada de la iglesia y continúa hablando de terror hoy. de guerra Las campanas recién adquiridas en 1926 tuvieron que ser entregadas nuevamente en 1942 con fines de armamento. Este año de la guerra, innumerables miembros de la comunidad fueron asesinados como soldados y como víctimas civiles de bombas. Si bien ambos rectorios fueron destruidos por las bombas durante los ataques aéreos en Hannover, la iglesia podría salvarse con la ayuda de feligreses para la vigilancia de incendios. Por lo tanto, en 1945, las potencias de ocupación británicas eligieron la Iglesia de la Trinidad para sus servicios. En esos años también se consideraba una "iglesia secreta del obispo" porque Hanns Lilje fue presentado aquí como obispo y a menudo predicaba aquí.

## Presente
Después de la guerra, cuatro nuevas campanas de acero fundido fueron consagradas por donaciones en 1951. Los hermanos Hans, Werner, Gerhard y Klaus Bahlsen donaron las coloridas ventanas del coro para celebrar el 75 aniversario de la iglesia en 1958. Durante el centenario de la Iglesia, se debieron numerosas tareas especiales. La torre, que estaba doblada debido al clima, tuvo que retirarse 20 metros y volverse a tapar. El interior de la iglesia fue pintado en el estilo original. El candelabro octogonal obtuvo su lugar en el cruce de la iglesia, y el nuevo órgano, basado en Andreas Silbermann, obtuvo su lugar en la galería. Para preservar el bien de la iglesia y la vida de la comunidad, la comunidad fundó la "Fundación de la Iglesia de la Trinidad" en 2002. Desde el 3 de junio de 2012, la Iglesia de la Santísima Trinidad ha sido una "iglesia abierta de manera confiable" que está abierta a inspección y oración en silencio cinco días a la semana.
En 2015, la comunidad tenía alrededor de 2700 miembros.
- Datos: Q1257681
- Multimedia: Dreifaltigkeitskirche (Hannover) / Q1257681